# Sir Donnerhall II
Sir Donnerhall II (né le 21 juin 2006) est un étalon du stud-book Oldenbourg de robe bai foncé, monté en dressage par la cavalière franco-espagnole Morgan Barbançon avec qui il participe aux Jeux olympiques de Tokyo en 2021. 

## Histoire
Sir Donnerhall II naît le 21 juin 2006, en Allemagne, à Herzberg, chez les éleveurs Heinz et Maik Kanitzky. Il est le cinquième poulain de sa mère, Contenance D. 
Il arrive à l'écurie de Andreas Helgstrand. La cavalière de dressage franco-espagnole Morgan Barbançon-Mestre l'y repère alors qu'il est âgé de 6 ans, à l'époque où elle concourt sous les couleurs espagnoles.
Il subit un grave accident à Falsterbo en 2013 : coincé dans la paroi de son box, il présente une blessure si grave à un membre postérieur (os fêlé, tendon coupé et déchirure longue de 28 cm) que le vétérinaire du concours conseille l'euthanasie. 
Sir Donnerhall est transporté en clinique, opéré, et gardé trois mois. La blessure guérit, mais sa remise au travail est très longue. En 2014, il contracte la maladie de Lyme, si bien qu'il ne reprend véritablement le travail de dressage qu'en 2016. Il connaît une ascension très rapide, jusqu'à la sélection en équipe de France de dressage pour les Jeux équestres mondiaux de 2018.
En janvier 2019, il est le meilleur cheval français au classement du dressage mondial. Il participe aux championnats d'Europe de dressage de 2019 à Rotterdam.

### Participation aux Jeux olympiques de Tokyo 2020
Le couple est sélectionné en équipe de France pour participer aux Jeux olympiques d'été de 2020 à Tokyo. Il réalise une performance en deçà de ses objectifs, avec un score de 70,543 %, qui ne permet pas d'accéder à la finale.

## Description
Sir Donnerhall II est un étalon de robe bai foncé, inscrit au stud-book de l'Oldenbourg. Il mesure 1,72 m.
Il est surnommé « Gus ». D'après sa cavalière, il présentait initialement un caractère agressif, qui s'est adouci avec le temps. Elle le décrit comme un cheval très intelligent, qui ne montre pas s'il a une douleur, et « d'une gentillesse incroyable ».

## Palmarès
- Champion de France Pro Élite en 2018[3]
- jo de 2021
- 7eme de la finale de la coupe du monde 2022

## Origines
C'est un fils de l'étalon Oldenbourg Sandro Hit,, un très célèbre chef de race en Allemagne. Sa mère Contenance D est une fille de l'étalon Donnerhall 11.